# Štěpánka (pramen)
Pramen Štěpánka je čtrnáctý karlovarský minerální pramen. Nachází se na levém břehu řeky Teplé na okraji lázeňské části Karlových Varů v parku před parkhotelem Richmond. Umístěn je v dřevěném altánu, má teplotu 13 °C a vydatnost 2,5 l/min.  

## Historie
Na pozemku dnešního parku před parkhotelem Richmond byly vývěry vřídelní vody známy již v 18. století. V roce 1884 zde byl zachycen pramen, jenž byl pojmenován na počest rakouské arcivévodkyně Štěpánky. Pro své složení se tehdy stal významnou součástí pitné kúry lázeňských hostů.
Na počátku 20. století vývěr pramene zanikl a teprve v roce 1993 byl po několika neúspěšných pokusech realizován nový vrt. V roce 1997 byl nad obnoveným vývěrem postaven ve švýcarském stylu osmiboký dřevěný altán Aloise Kleina.

## Současný stav
Pramen je volně přístupný. Doposud nebyl vyhlášen jako přírodní léčivý zdroj, nebývá tedy předepisován k pitným kúrám. Teplotu má 13 °C, vydatnost 2,5 litrů/min., obsah kysličníku uhličitého je větší než 1 200 mg/litr a celkový obsah minerálů přesahuje 6 700 mg/litr.

## Fotogalerie

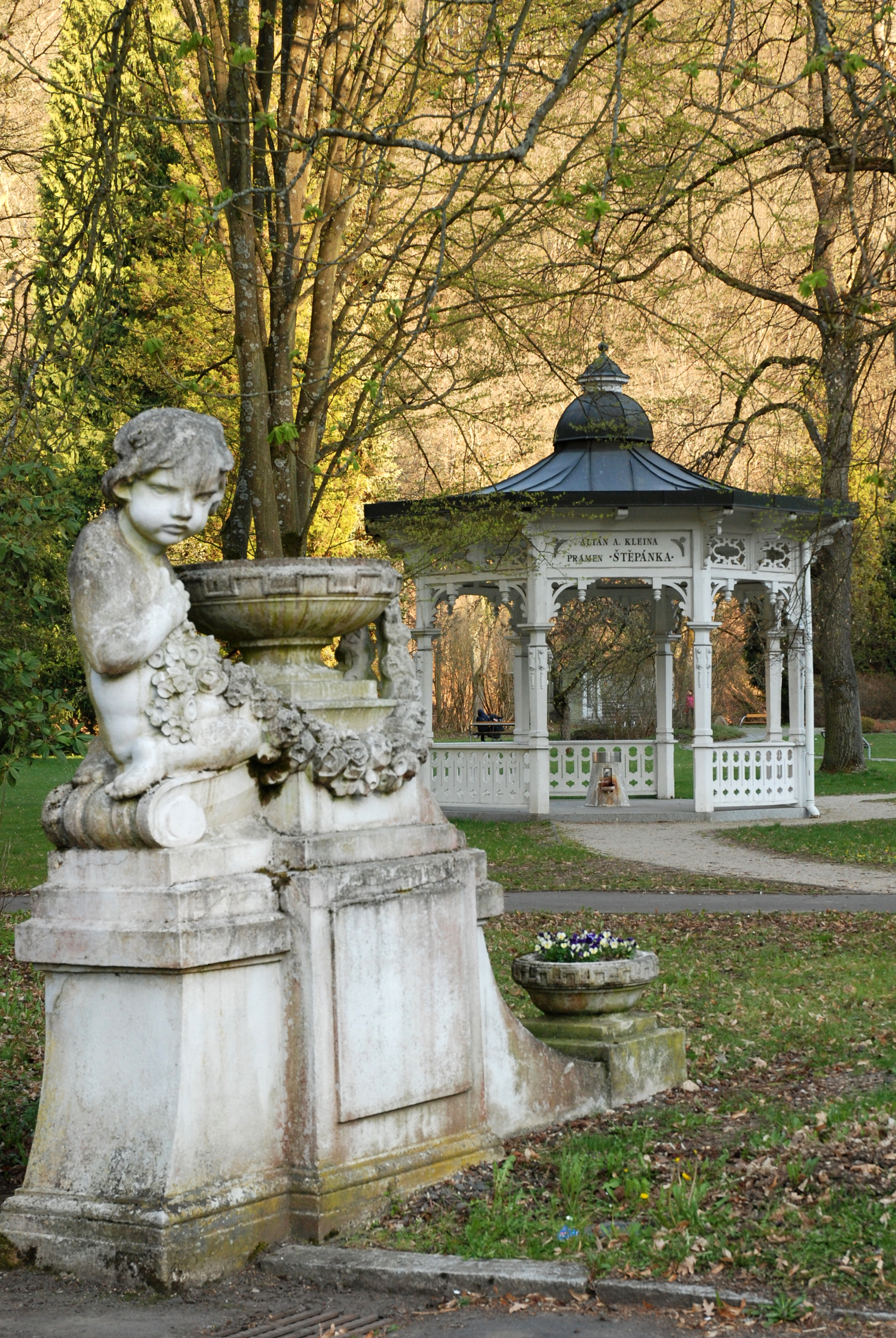
Altán pramene od vjezdu k parkhotelu Richmond, duben 2019
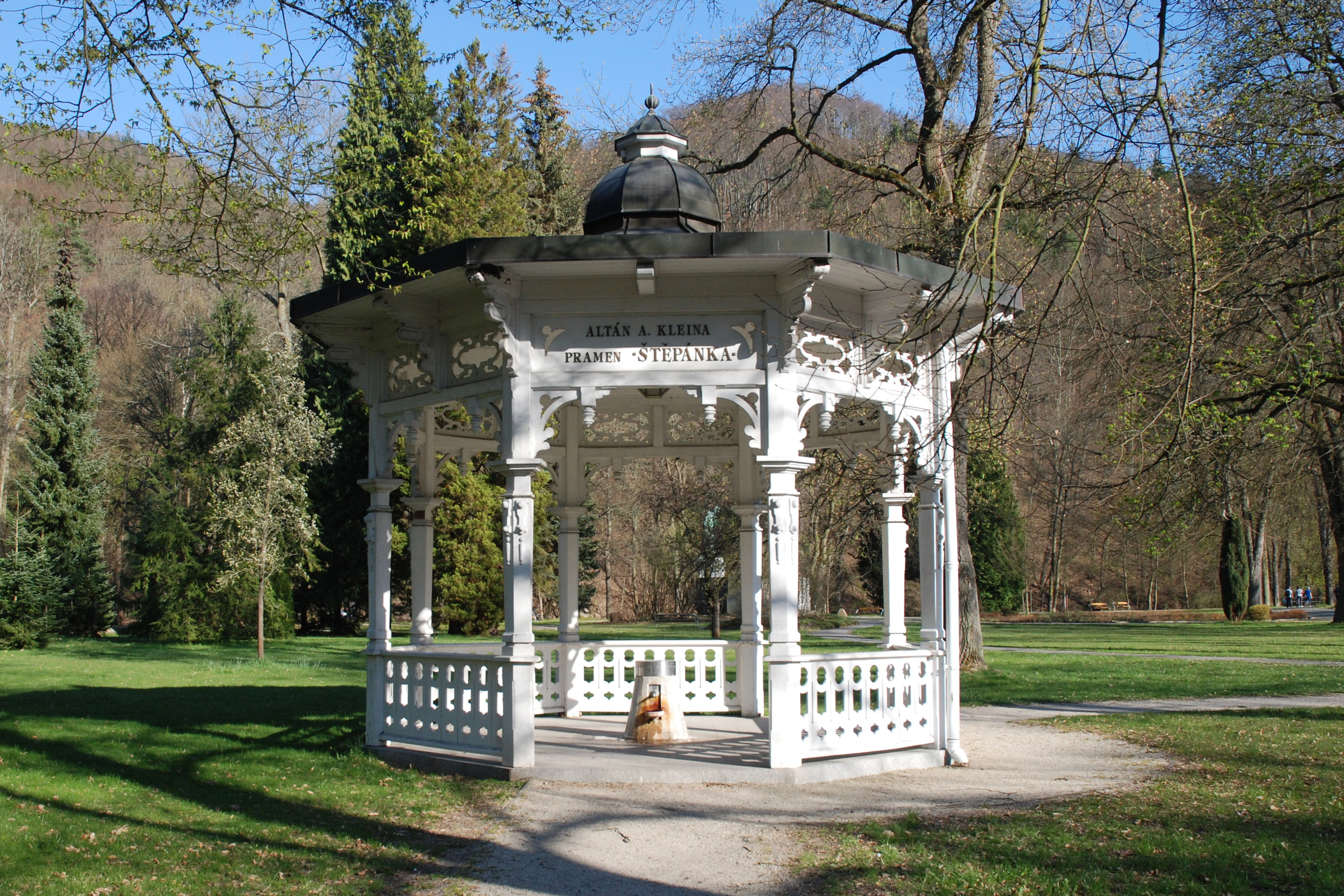
Altán pramene, pohled od SZ, duben 2019
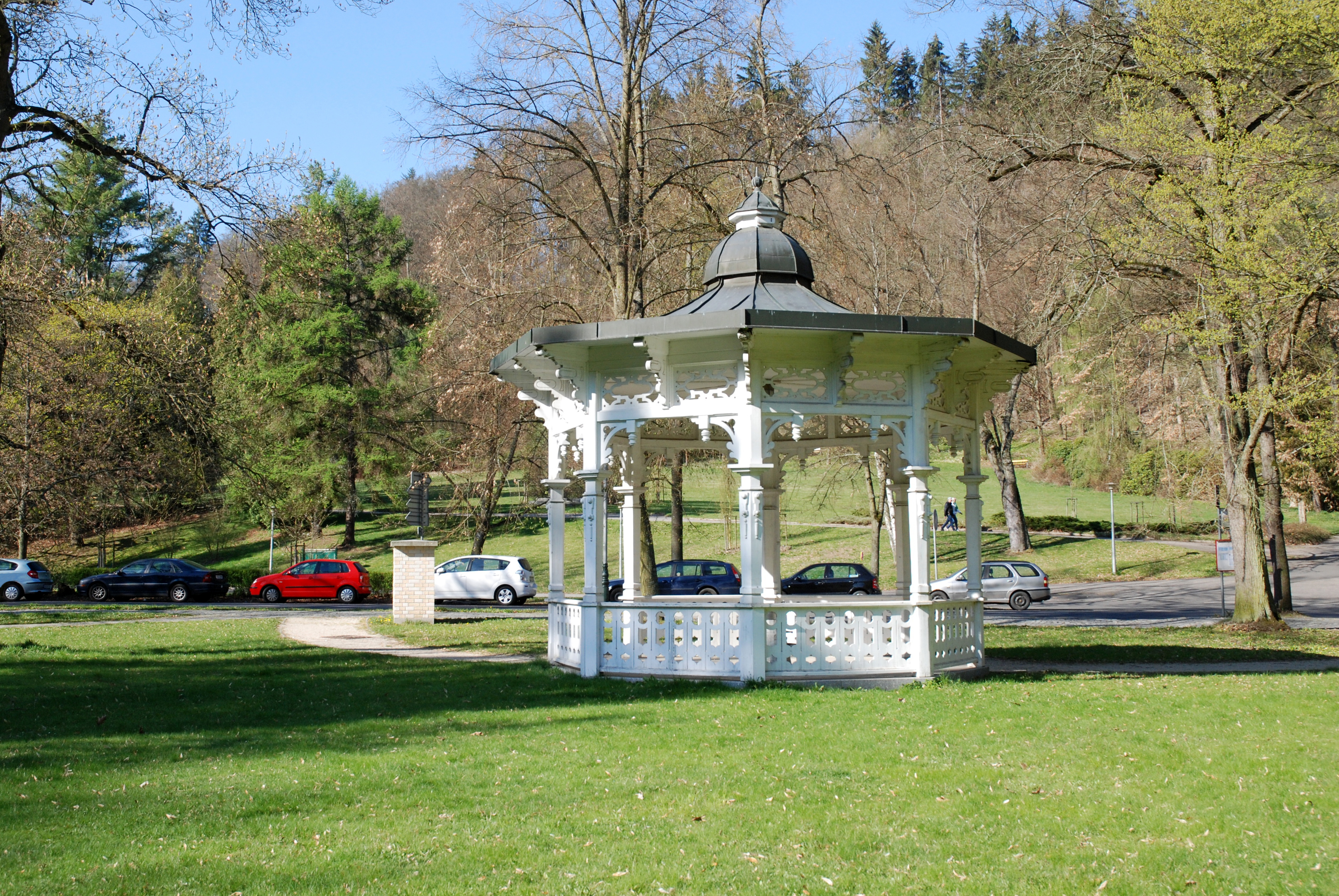
Altán pramene, pohled od východu, duben 2019
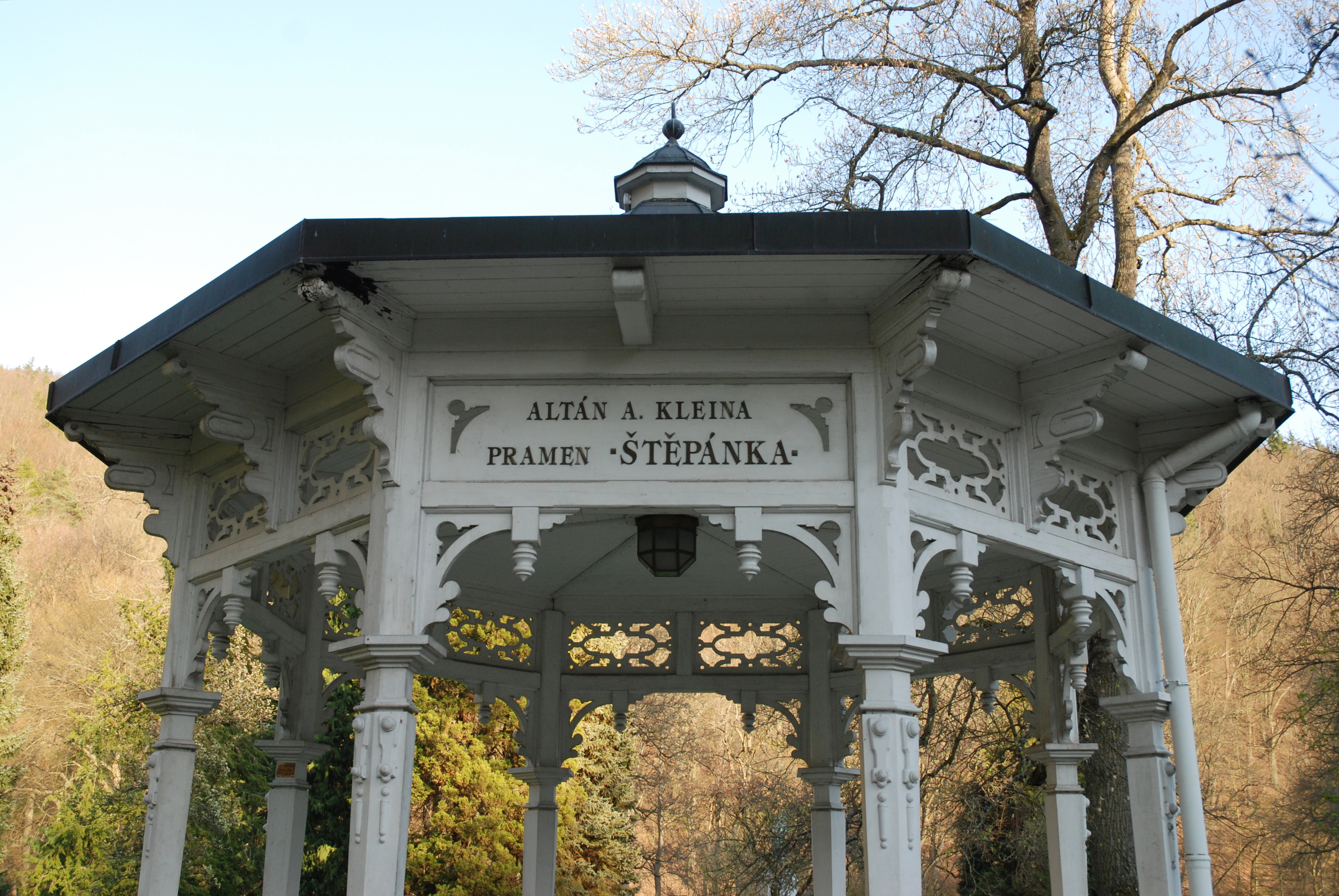
Detail altánu, duben 2019
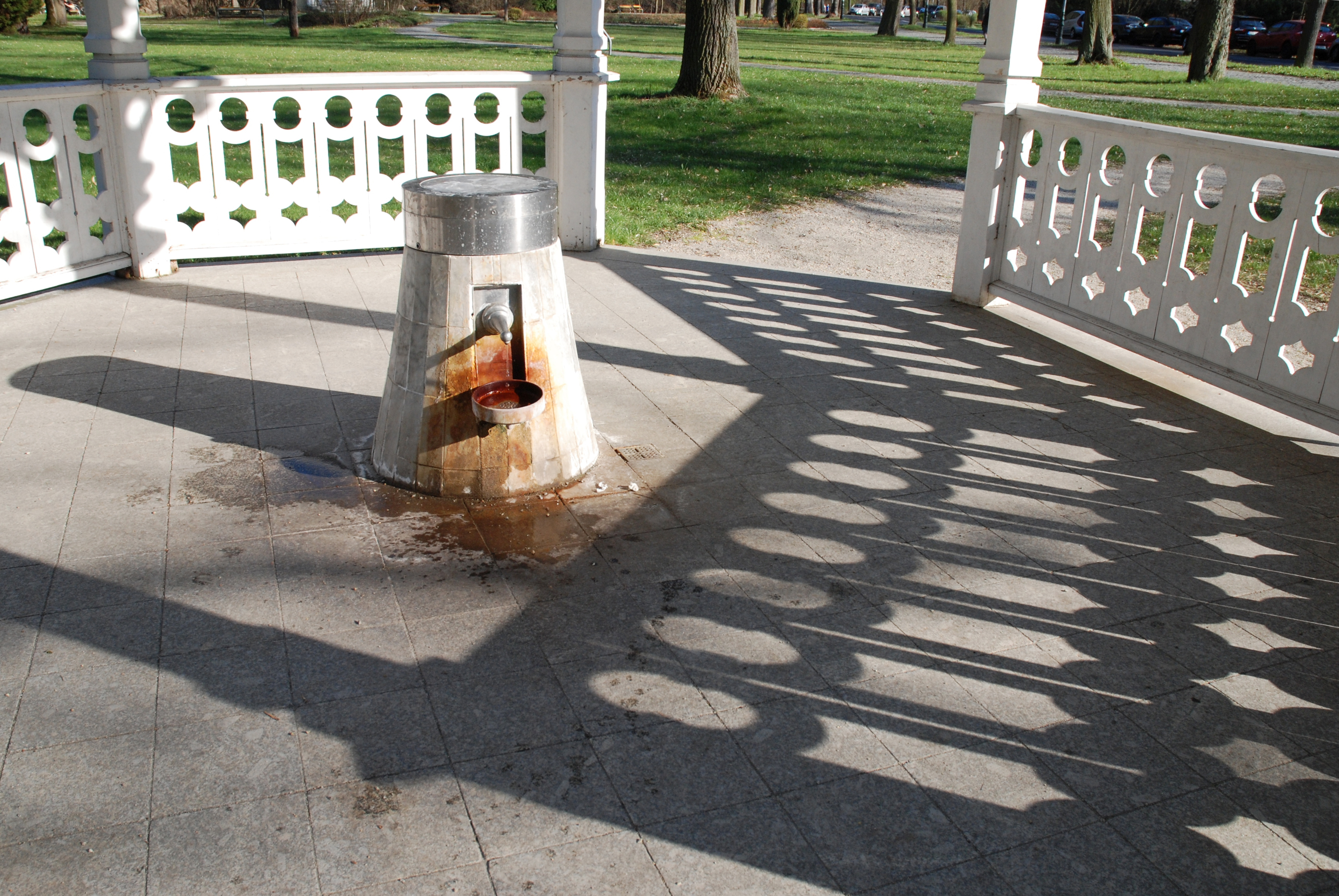
Vývěr pramene při západu slunce, duben 2019